# 5290 Ланжевен
5290 Ланжевен (5290 Langevin) — астероїд головного поясу, відкритий 30 липня 1990 року.
Тіссеранів параметр щодо Юпітера — 3,322.